# Takao Nishiyama
Takao Nishiyama (7 gennaio 1942) è un ex calciatore giapponese, di ruolo difensore.